# 洛里昂站
洛里昂站是法国的一个铁路车站，位于法国西部城市洛里昂。

## 位置
洛里昂站是洛里昂市区内最大的客运铁路车站，位于洛里昂市区的中部偏北。车站大致呈东西走向，开口朝南。车站南侧有配套的长途汽车站。

## 车站历史
洛里昂站最初建于1862年，二战时期被炸毁，后重建。2017年，洛里昂站进行了大范围的改建，原有的办公大楼将拆除重建，并新增加北广场。

## 停靠线路
以下列车线路在洛里昂站停靠：
| 洛里昂站列车线路表           |      |             |                   |              |
| 线路                         | 车种 | 上一站      | 下一站            | 大致运行频率 |
| 巴黎—洛里昂/坎佩尔           | TGV  | 瓦讷/欧莱   | （终点）/坎佩尔雷 | 每天9趟左右  |
| 里尔—洛里昂/坎佩尔           | TGV  | 欧莱        | （终点）/坎佩尔雷 | 每周2趟左右  |
| 雷恩—洛里昂/坎佩尔           | TER  | 欧莱/埃讷邦 | （终点）/坎佩尔雷 | 每天6趟左右  |
| 雷恩/雷东/瓦讷—洛里昂/坎佩尔 | TER  | 埃讷邦      | （终点）/热斯特勒 | 每天9趟左右  |
| 南特—坎佩尔                  | TER  | 欧莱/埃讷邦 | 坎佩尔雷          | 每天5趟左右  |
| 南特—布雷斯特                | TER  | 瓦讷        | 坎佩尔            | 每周2趟      |
| 1. 2.                        |      |             |                   |              |

## 配套交通

### 长途客运
| 停靠洛里昂的大巴车              |                                                      |                                                                        |
| 上下车地点                      | 运营单位                                             | 主要目的地                                                             |
| 洛里昂汽车站 （洛里昂站东南侧） | Eurolines                                            | （可通过联程中转前往欧洲各地）                                         |
| 洛里昂汽车站 （洛里昂站东南侧） | Flixbus                                              | 格勒诺布尔、里昂、克莱蒙费朗、图尔、昂热、南特、布雷斯特               |
| 洛里昂汽车站 （洛里昂站东南侧） | Isilines                                             | 布雷斯特、坎佩尔、南特                                                 |
| 洛里昂汽车站 （洛里昂站东南侧） | Ouibus                                               | 南特、坎佩尔、布雷斯特                                                 |
| 洛里昂汽车站 （洛里昂站东南侧） | Starshipper                                          | 布雷斯特、坎佩尔、南特                                                 |
| 洛里昂汽车站 （洛里昂站东南侧） | 布列塔尼城际客运 Car Bretagne （页面存档备份，存于） | 圣布里厄、卢代阿克                                                     |
| 洛里昂汽车站 （洛里昂站东南侧） | 莫尔比昂省城际客运 TIM                               | 卡赖普卢盖、古兰、埃特勒、蓬蒂韦                                       |
| 洛里昂汽车站 （洛里昂站东南侧） | SNCF                                                 | （当某条铁路线施工或罢工时，SNCF可能会提供途径该线路沿途站点的大巴车） |
| 1. 2. 3. 4.                     |                                                      |                                                                        |

### 市内交通
| 洛里昂站附近的公交线路  |              | |
| 公交车站名称            | 位置         | 停靠线路 |
| Lorient Gare d'Échanges | 洛里昂站南侧 | - 周一至六：1a路、1b路、2路、4路、5路、21路、22路、30路、31路、34路、40路、50路、51路、52路、55路、60路 - 周日及节假日：1d路、3路、20d路、22d路、31d路、40路、42d路、55路、60d路 |

## 临近车站
| 洛里昂站（Gare de Lorient） |                      |             |
| 上行车站                    | 线路                 | 下行车站    |
| 埃讷邦站←                   | 萨维奈－朗代尔诺铁路 | →热斯特勒站 |